# Millanes
Millanes – gmina w Hiszpanii, w prowincji Cáceres, w Estramadurze, o powierzchni 17,61 km². W 2011 roku gmina liczyła 271 mieszkańców.